# مون سکیور ای‌وی
مون سکیور ای‌وی (به انگلیسی: Moon Secure AV) یک ضدویروس کد باز است که در حال حاضر از هسته نرم‌افزاری ضدویروس کلم‌وین استفاده می‌کند. این نرم‌افزار برای شناسایی ویروس‌ها، تروجان‌ها و جاسوس‌افزارها ایجاد شده‌است. این ضدویروس برخلاف ضدویروس کلم‌وین دارای یک اسکنر بلادرنگ قابل توجه می‌باشد. مون سکیور فقط بر روی سیستم‌عامل ویندوز و در نسخه‌های ایکس‌پی و ویستا قابل اجرا است.
یکی از اهداف این ضدویروس این است که در صدر ضدویروس‌های مبتنی بر اجازه‌نامه عمومی همگانی گنو برای سیستم‌عامل ویندوز قرار گیرد.

## ویژگی ها
ضدویروس مون سکیور دارای یک اسکنر چند هسته‌ای، محافظ شبکه، دیوارآتش و بازدارنده روت‌کیت‌ها می‌باشد.